# 田久保宗稔
田久保 宗稔（たくぼ むねとし、1969年4月2日 - ）は、日本の俳優。千葉県市川市出身。株式会社ヴィスタ、いれずみベービー、昭和芸能舎所属。

## 主な出演作品

### 舞台
- 「強制収容所の少女」（劇団フジ）
- 「調理場」（作：アーノルド・ウェスカー ）
- 「リサの瞳の中に」 （2001年、シアターVアカサカ、演出：森田順平）
- 「THE NINJA STAR -五反田忍者危機一髪-」（2006年、作・演出：大久保圭介（いれずみベービー））
- 「宇宙で一番強い女 -灼熱のキーロック-」 （2007年、作・演出：大久保圭介（いれずみベービー））
- 「爆裂！サイクロン学園 -ドッキドキ円周率6.969…-」 （2007年、作・演出：大久保圭介（いれずみベービー））
- 「ザ・クレージーファンタジー -バスタードソードを使っちゃう女-」（2008年、 作・演出：大久保圭介（いれずみベービー））
- 「ザ・バトルドクター伝説 -愛と哀しみのカテーテル-」（2009年、作・演出：大久保圭介（いれずみベービー））
- 「フジツボ・ファイヤースター -火星のバクが食べ残した夢のカケラとパルチザン-」（2010年、いれずみベービー））
- 「眠れる森の美女」（主演：細川ふみえ）
- 「アルプスの少女ハイジ」（主演：山口リエラ、三原じゅん子）
- 「人魚姫」（主演・矢部美穂：正木慎也）
- 「シンデレラ」（主演：梅宮真紗子、萩野崇、真理アンヌ）
- 「白雪姫」（主演：加藤夏希、榛名由梨）
- 「熱海殺人事件」（作：つかこうへい（劇団はるか））
- 「大新選組」（神田時来組）
- 「歌うシンデレラ」（作：別役実）
- 「箱の中身」（作：原田宗典）
- 舞台「フラガール」（2008年、赤坂ACTシアター、TBS、脚本：羽原大介、演出：山田和也）
- 「歌の翼にキミを乗せ」（2008年、作・演出：羽原大介（新宿芸能社（現昭和芸能舎））
- 「ラストコーラス」（2010年、作・演出：羽原大介（昭和芸能舎））
- 「祖国へ」（2011年、作・演出：羽原大介（昭和芸能舎））
- 「テニアン〜歌の翼にキミを乗せ2011〜」（2011年、作・演出：羽原大介（昭和芸能舎））
- 「ツチノコまつり〜土野幸太郎一家の挑戦〜」（2012年、作・演出：羽原大介（昭和芸能舎））
- 「浦安ロック〜男子シンクロナイズドスイミング物語〜」（2013年、作・演出：羽原大介（昭和芸能舎））
- 「ゲバゲバッ！」（2015年、作・演出：羽原大介（昭和芸能舎））
- 「ばかものたち」（2015年、作・演出：羽原大介（昭和芸能舎））
- 「ストリッパー物語」（2016年、作：つかこうへい、演出：羽原大介（昭和芸能舎））
- 舞台「地獄少女」（2016年、演出：鄭光誠）
- 「たまべん」（2017年、作・演出：羽原大介（昭和芸能舎））
- 昭和芸能舎版「パッチギ!」（2017年、作・演出：羽原大介（昭和芸能舎））
- 昭和芸能舎版「フラガール」（2018年、作・演出：羽原大介（昭和芸能舎））
- 「踊るヤマンバ」（2019年、作・演出：羽原大介（昭和芸能舎））
- 「DOWN TOWN STORY」（2022年、作・演出：羽原大介（羽原組））
- 舞台「フラガール'24」（2024年、作・演出：羽原大介（羽原組））[1]

### 映画
- THE SNOW（2002年、ケイシーチャン監督）
- オトコタチノ狂（2004年） - 土方歳三 役
- 石の降る丘（2011年、高橋洋平監督） - 小舘中也 役
- 張子の寅子（2015年、村上裕介監督） - ユウヤ 役
- アウトロダブル（2022年、西海謙一郎監督）- 溝口役

### テレビドラマ
- ダブルフェイス潜入捜査編（TBS、2012年） - 若頭 役
- ダブルフェイス偽装警察編（WOWOW、2012年） - 若頭 役
- ウルトラマンギンガ 番外編「残された仲間」（2014年） - マグマ星人人間態 役
- MOZU Season1〜百舌の叫ぶ夜〜（TBS、2014年） - 黒木 役
- 平成猿蟹合戦図（WOWOW、2014年、行定勲監督）
- 誤断（WOWOW、2015年） - 野分広報部長 役
- サイン -法医学者 柚木貴志の事件-（2019年、テレビ朝日）
- SEDAI WARS（2020年、MBS、TBS、坂本浩一監督）
- ウルトラマントリガー NEW GENERATION TIGA（2021年、テレビ東京） - ホッタマサミチ 役
- 連続テレビ小説 ちむどんどん（2022年、NHK総合） - 我那覇 良昭 役
- ウルトラマンデッカー（2022年 - 2023年、テレビ東京） - ホッタマサミチ 役
- 婚活食堂 #3（2023年、BSテレ東） - 顧問弁護士 役
- トリリオンゲーム（2023年、TBS） - 橋本専務 役

### Webドラマ
- ウルトラギャラクシーファイト（YouTubeウルトラマン公式チャンネル） - バット星人の声
- ウルトラギャラクシーファイト 大いなる陰謀（2021年）
- ウルトラギャラクシーファイト 運命の衝突（2022年）
- ナースデッセイ開発秘話〜特務3課奮闘記〜（2021年 - 2022年、TSUBURAYA IMAGINATION） - ホッタマサミチ 役
- GUTS-SELECT交流記 〜帰ってきた特務3課〜（2022年 - 2023年、TSUBURAYA IMAGINATION） - ホッタマサミチ 役
- ガンダムチャンネル 2022 カウントダウンドラマ『起動停止ガンダム』 - マサキ・イシザキ 役

### PV
- 「ありがとう」／いきものがかり
- 「Cry for you」／AYUSE KOZUE
- 「Auld Lang Syne〜蛍の光」／平原綾香

### テレビCM
- 「日立ヒットファイル」（HITACHI）
- 「メタルファイト ベイブレード」（ショウワノート）
- 「Xi」(声のみ)（NTTdocomo）
- 「ジェポニカ学習帳」探検編（ショウワノート）
- 「わくわく新学期シリーズ」（ショウワノート）

### ナレーション
- 音楽バラエティー「おとぼ家の夜」（TOKYO MX） - レギュラー
- 「宮本笑里 meets CBeebies」特別番組（BSスカパー）
- 映画「ラストナイツ」特別番組（TOKYO MX）
- SEDAI WARS（2020年、MBS、TBS）

### CMナレーション
- 「ドラゼミ」（小学館集英社プロダクション）
- アニメ専門チャンネル「AT-X」（AT-X）
- 加藤和樹「欲情 -libido-」（ポニーキャニオン）
- 加藤和樹「灼熱フィンガーで FEVER ！」（ポニーキャニオン）
- ワクワク新学期シリーズ「瞬足」、「メタルファイト ベイブレード」 （ショウワノート）
- 「ポケットモンスター学習帳」（ショウワノート）
- 「アニメシアターX」（AT-X）
- 「金曜ロードショー×SUBARU」コラボCM（SUBARU）
- 「ウルトラマンX」DXエクスラッガー（バンダイ）

### ラジオCM
- ZERO MAXコーヒー（アサヒ飲料）
- プリンスホテル
- マクドナルド
- JR東日本
- AGFギフト（AGF）
- 震災復興支援メッセージ（日立グループ）

### ゲーム
- 龍が如く2（セガ）

### バラエティ
- 世界ふしぎ発見 （TBS）
- Collabo Infinity2（関西テレビ・東海テレビ・TOKYO MX） - MC
- ピポンザABC（キッズステーション） -自由のメガオ 役 レギュラー
- ABCブロッコリー（キッズステーション） - タテガミオ／カリフラワー 役 レギュラー

### イベント
- HONDA 「 CROSS ROAD 」×原哲夫『北斗の拳』
- 横浜駅『鉄道の日・トレインフェスティバル』
- 東京ビッグサイト『コニカミノルタ』 MC
- 相鉄「そうにゃん」イベント
- 神奈川県トラック協会イベント